# Mednarodna legija teritorialne obrambe Ukrajine
Mednarodna legija teritorialne obrambe Oboroženih sil Ukrajine (ukrajinsko Інтернаціональний легіон територіальної оборони Збройних сил України, angleško International Legion of Territorial Defence of Ukraine – Mednarodna legija teritorialne obrambe Ukrajine) ali tudi Ukrajinska tujska legija je mednarodna vojaška enota prostovoljcev za teritorialno obrambo Ukrajine med rusko invazijo na Ukrajino leta 2022. Ustanovila jo je ukrajinska vlada pod vodstvom predsednika Volodimirja Zelenskega, njena ustanovitev pa je bila objavljena v izjavi ukrajinskega zunanjega ministra Dmitra Kulebe 27. februarja 2022, okoli 11. ure po krajevnem času. Pri ustanovitvi legije je Ukrajina pridružila več kot 90 drugim državam, ki so v zadnjih dveh stoletjih rekrutirale legionarje in vzgajale tujske legije.
Kuleba je trdil, da se je do 6. marca 2022 v boj za Ukrajino prijavilo več kot 20.000 prostovoljcev iz 52 držav – po objavi naj bi se jim pridružilo več tisoč. Kuleba je zamolčal dodatne demografske podrobnosti in navedel, da več narodov svojim državljanom prepoveduje boj za tuje vlade. Vendar pa je preiskava New York Timesa marca 2023 pokazala, da je v organizaciji morda samo 1500 članov, vključno z mnogimi, ki so bili vpleteni v goljufije in ukradene vrednosti.
Od novembra 2022 legija vključuje ljudi iz 60 držav.